# Cecília de Roma
Santa Cecília é uma santa cristã, padroeira dos músicos e da música sacra, pois consta que ao morrer ela teria cantado a Deus. Não se tem muitas informações sobre a sua vida. Escavações arqueológicas não deixam dúvidas sobre sua existência, mas sua história só foi registrada no século V, na narrativa Paixão de Santa Cecília.
Santa Cecília é a santa da Igreja Católica que mais tem basílicas em Roma (nenhuma outra santa conseguiu tal feito) e é uma das santas mais veneradas da Idade Média, além de ser a primeira santa encontrada com corpo incorrupto, no ano de 1599, mesmo depois de tantos séculos. Uma estátua de seu corpo que não se decompôs com a força do tempo até então foi feita por Stefano Maderno (1566-1636).

## História

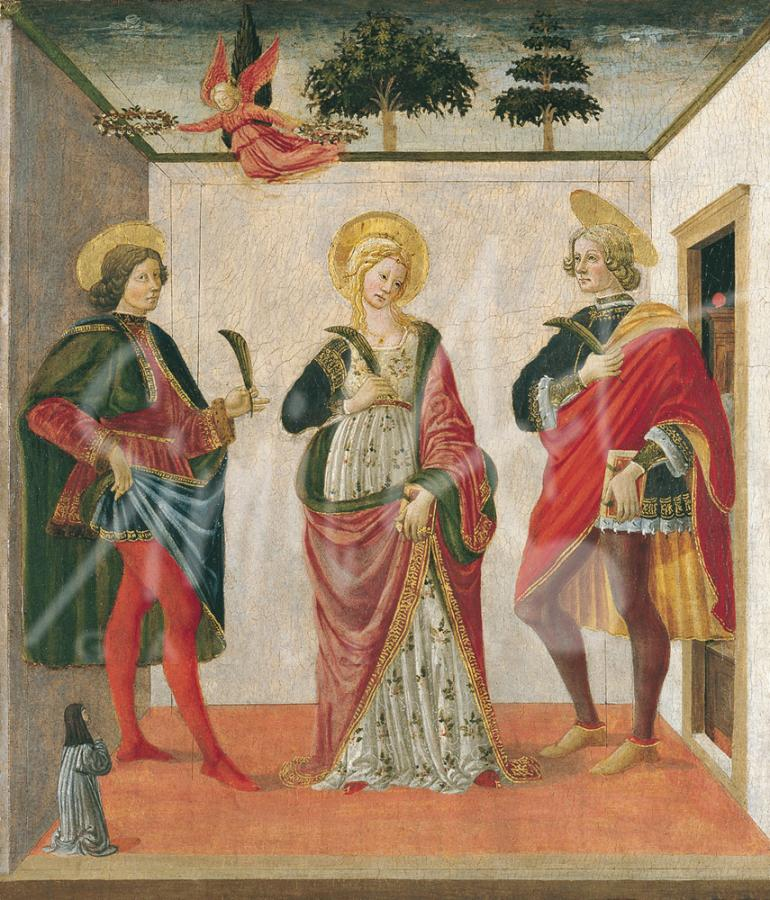
Santa Cecília, Valeriano, e Tiburtius por Botticini

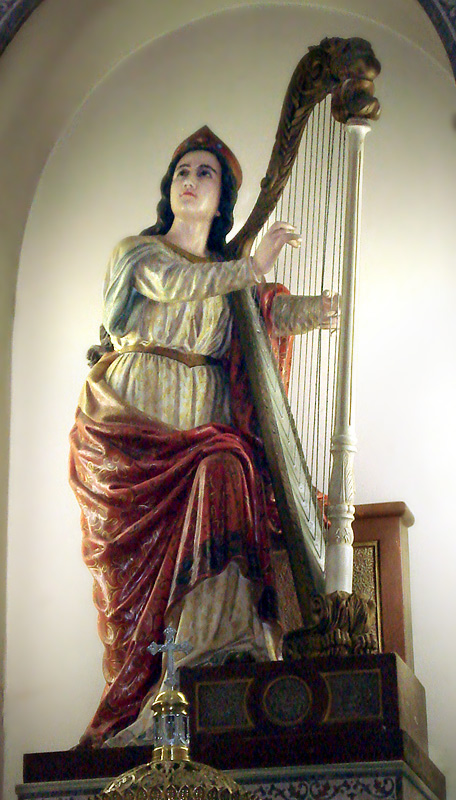
Imagem de Santa Cecília no altar-mor da igreja a ela dedicada em Porto Alegre

Segundo este relato, Cecília seria da nobre família romana dos Metelos, filha de senador romano e cristã desde a infância. Ela foi dada em casamento, contra a vontade, a um jovem chamado Valeriano. Se bem que tivesse alegado os motivos que a levavam a não aceitar este contrato, a vontade dos pais se impôs de maneira a tornar-lhe inútil qualquer resistência. Assim se marcaria o dia do casamento e tudo estava preparado para a grande cerimônia. Da alegria geral que estampava nos rostos de todos, só Cecília fazia exceção. A túnica dourada e alvejante peplo que vestia não deixavam adivinhar que por baixo existia o cilício, e no coração lhe reinasse a tristeza.
Estando só com o noivo, disse-lhe Cecília com toda a amabilidade e não menos firmeza: “Valeriano, acho-me sob a proteção direta de um Anjo que me defende e guarda minha virgindade. Não queiras, portanto, fazer coisa alguma contra mim, o que provocaria a ira de Deus contra ti”. A estas palavras, incompreensíveis para um pagão, Cecília fez seguir a declaração de ser cristã e obrigada por um voto que tinha feito a Deus de guardar a pureza virginal.
Disse-lhe mais: que a fidelidade ao voto trazia a bênção, a violação, porém, o castigo de Deus. Valeriano, ficou "vivamente impressionado" com as declarações da noiva, respeitou-lhe a virgindade, converteu-se e recebeu o batismo naquela mesma noite. Valeriano relatou ao irmão Tibúrcio o que tinha se passado e conseguiu que também ele se tornasse cristão.
Turcius Almachius, prefeito de Roma, teve conhecimento da conversão dos dois irmãos. Citou-os perante o tribunal e exigiu peremptoriamente que abandonassem, sob pena de morte, a religião que tinham abraçado. Diante da recusa formal, foram condenados à morte e decapitados. Também Cecília, teve de comparecer na presença do juiz. Antes de mais nada, foi intimada a revelar onde se achavam escondidos os tesouros dos dois sentenciados. Cecília respondeu-lhe que os tinha bem guardados, sem deixar perceber ao tirano que já tinham achado o destino nas mãos dos pobres. Almachius, mais tarde, cientificado deste fato, enfureceu-se e ordenou que Cecília fosse levada ao templo e obrigada a render homenagens aos deuses. De fato foi conduzida ao lugar determinado, mas com tanta convicção falou aos soldados da beleza da religião de Cristo que estes se declararam a seu favor, e prometeram abandonar o culto dos deuses.
Almachius, vendo novamente frustrado seu estratagema, deu ordem para que Cecília fosse trancada na instalação balneária do seu próprio palacete e asfixiada pelos vapores d’água. Cecília teria sido então protegida milagrosamente, e embora a temperatura tivesse sido elevada a ponto de tornar-se intolerável, ela nada sofreu. Segundo outros mitos, a Santa foi posta em um banho de água fervente do qual teria saído ilesa.
Almachius recorreu então à pena capital.Três golpes vibrou o algoz sem conseguir separar a cabeça do tronco. Cecília, mortalmente ferida, caiu por terra e ficou três dias nesta posição. Aos cristãos que a vinham visitar dava bons e caridosos conselhos e ao Papa entregara todos os bens, com o pedido de distribuí-los entre os pobres. Outro pedido fora o de transformar a sua casa em igreja, o que se fez logo depois de sua morte. Foi enterrada na Catacumba de São Calisto.

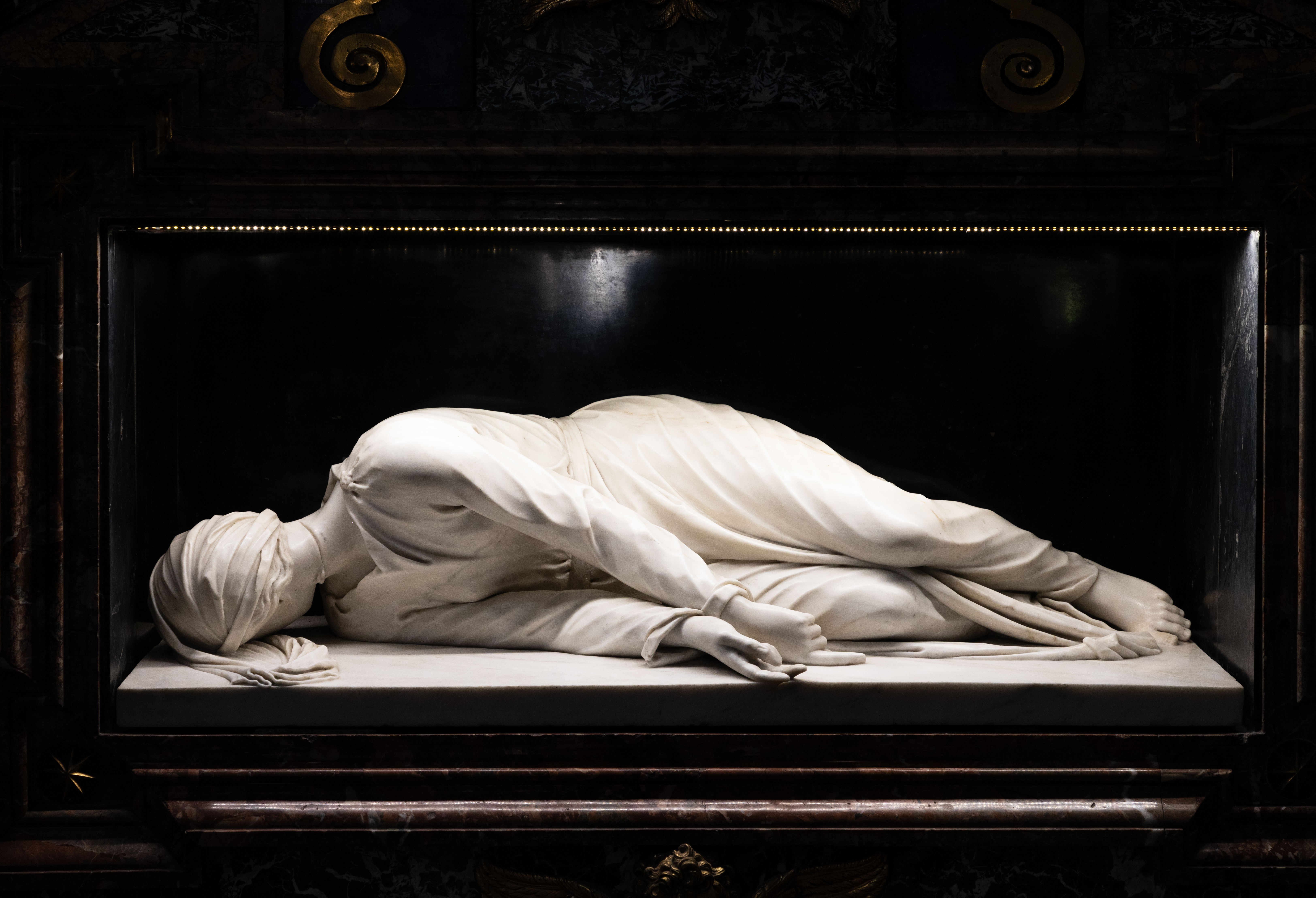
Estátua de Santa Cecília, por Stefano Maderno sobre a sua tumba, imitando a postura em que seu corpo foi descoberto

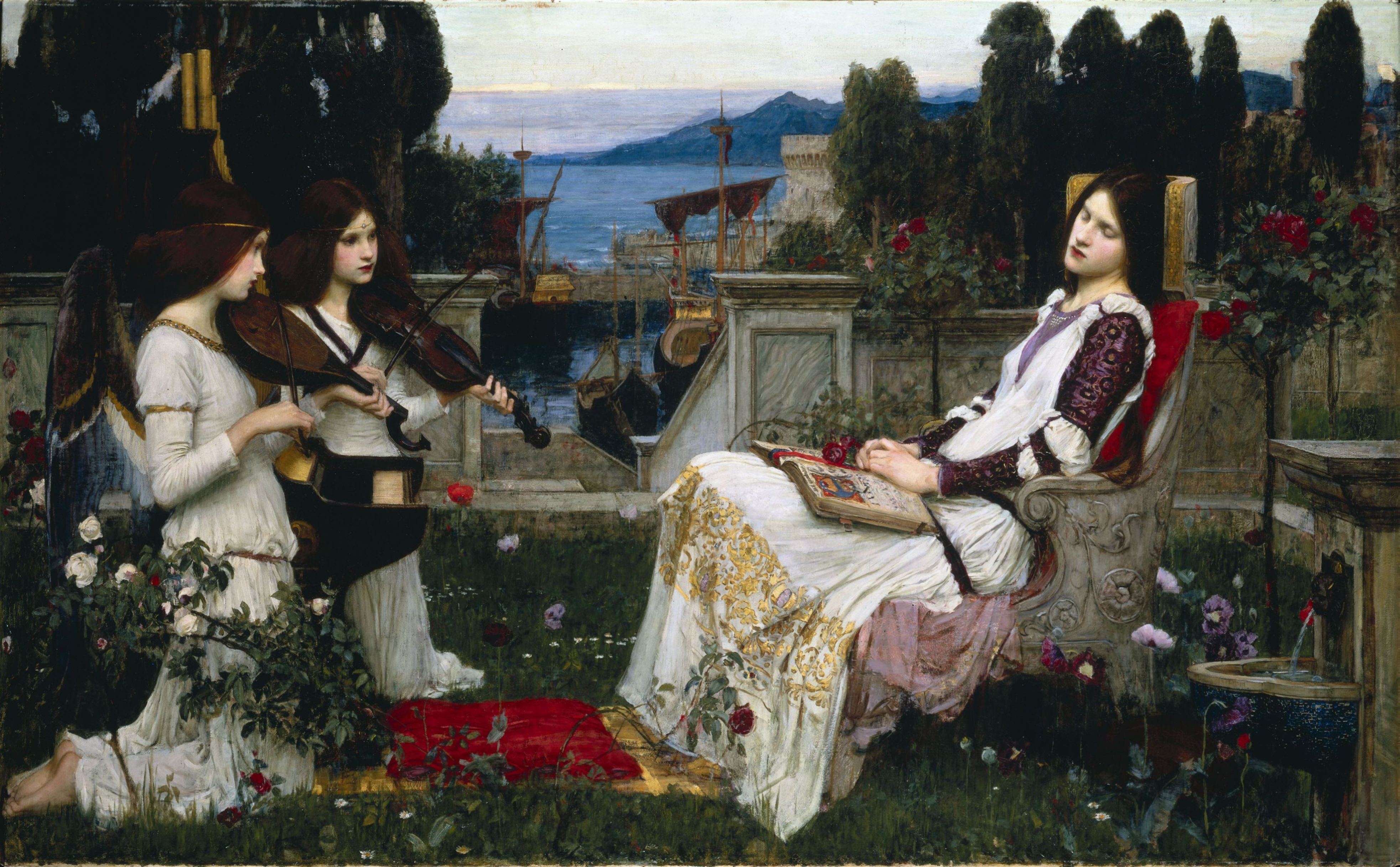
Sono de Santa Cecília.

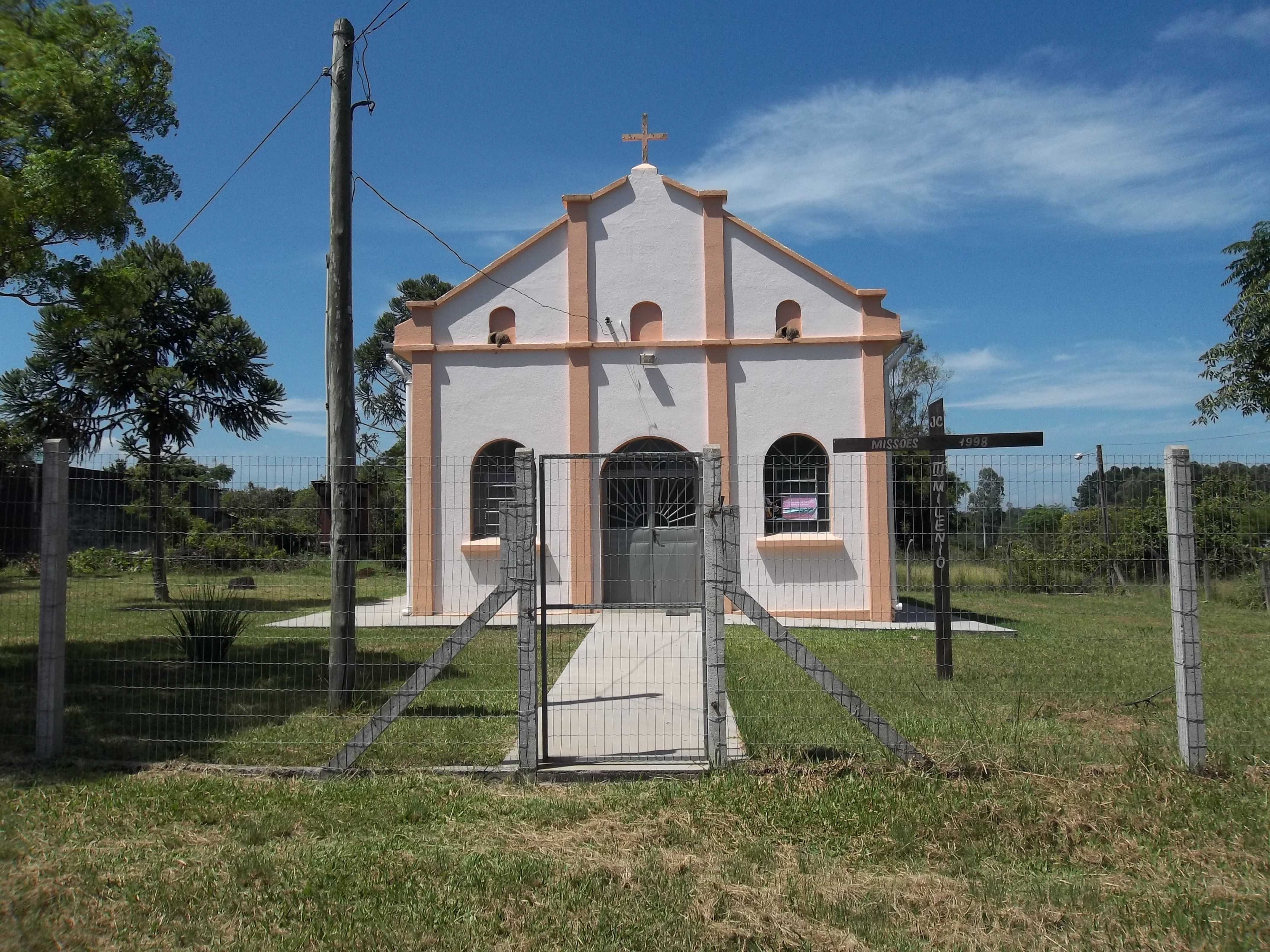
Igreja Santa Cecília, no Diácono João Luiz Pozzobon, em Santa Maria.

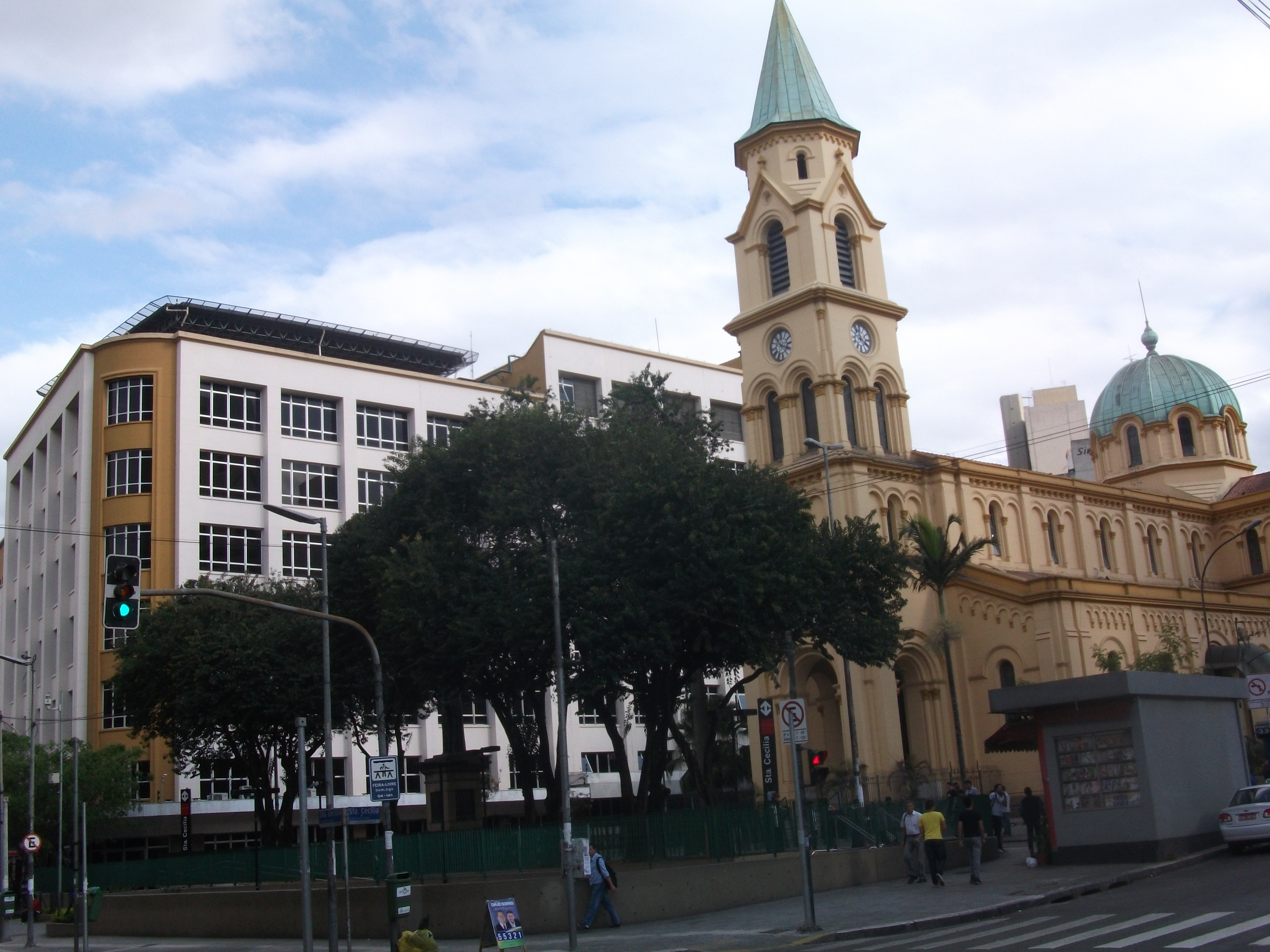
Igreja de Santa Cecília, em São Paulo, localizada no bairro e na praça que carregam o nome da santa.

As diversas invasões dos godos e lombardos fizeram com que os Papas resolvessem a transladação de muitas relíquias de santos para igrejas de Roma. O corpo de Santa Cecília ficou muito tempo escondido, sem que lhe soubessem o jazigo.
Uma aparição da Santa ao Papa Pascoal I (817-824) trouxe luz sobre este ponto. Achou-se o caixão de cipreste que guardava as relíquias. O corpo, foi encontrado intacto e na mesma posição em que tinha sido enterrado. O esquife foi "achado em um ataúde de mármore e depositado no altar de Santa Cecília. Ao lado da Santa acharam seu repouso os corpos de Valeriano, Tibúrcio e Máximo.
Em 1599, por ordem do Cardeal Sfondrati, foi aberto o túmulo de Santa Cecília e o corpo encontrado ainda na mesma posição descrita pelo papa Pascoal. O escultor Stefano Maderno que assim o viu, reproduziu em finíssimo mármore, em tamanho natural, a sua imagem. Ele teve pouco tempo, pois o corpo se desintegrou em poucos dias.
A Igreja ocidental, como a oriental, têm grande veneração pela Mártir, cujo nome figura no cânon da Missa. O ofício de sua festa traz como antífona um tópico das atas do martírio de Santa Cecília, as quais afirmam que a Santa, nos festejos do casamento, ouvindo o som dos instrumentos musicais, teria elevado o coração a Deus nestas piedosas aspirações: “Senhor, guardai sem mancha meu corpo e minha alma, para que não seja confundida”. Desde o século XV, Santa Cecília é considerada padroeira da música sacra. Sua festa é celebrada no dia 22 de Novembro, dia da Música e dos Músicos.
Compositores eruditos importantes como Henry Purcell, Georg Friedrich Händel e Benjamin Britten escreveram composições em sua honra, apareceu em poesias de John Dryden, Alexander Pope e W. H. Auden, e músicos populares também fizeram referência a ela, como Paul Simon, David Byrne, Brian Eno e Dave Grohl.

## Devoção de outros santos

### Santa Teresinha do Menino Jesus
Santa Teresinha do Menino Jesus tinha Santa Cecília como sua santa de maior devoção. Ela escreveu poemas e várias citações a essa santa em sua autobiografia. Em uma de suas citações a Santa Cecília, sua santa predileta, ela escreveu: "(…) Senti por ela mais que uma devoção, uma verdadeira ternura de amiga e tornou-se a minha santa predileta e minha confidente".

### Beata Anna Catarina Emmerich
A beata Anna Catarina Emmerich, uma religiosa alemã contemplada com revelações sobre a vida de Jesus e Maria no século XIX, dizia ter muitas visões de Santa Cecília. Em uma delas disse: “Vi Cecília belíssima, com faces rosadas e traços finos e graciosos. Junto dela estava um anjo sob forma de amável jovem, que com ela falava. Vi-a sentada em uma cadeira e os anjos ensinando a tocar um instrumento. Outra vez, Cecília sentada tocando o instrumento e o anjo segura em sua frente o rolo de papel para o qual ela olhava." Devido a sua paixão, e essa visão que a beata teve de Santa Cecília, é que a tradição popular a proclamou padroeira dos músicos e da música sacra.